# Nisko (Bisztynek)
Nisko est un village polonais de la voïvodie de Varmie-Mazurie, dans le powiat de Bartoszyce.